# NGC 5312
NGC 5312 (również PGC 49075) – galaktyka spiralna (S0-a), znajdująca się w gwiazdozbiorze Psów Gończych. Odkrył ją William Herschel 2 maja 1785 roku. Jest to galaktyka z aktywnym jądrem typu LINER.